# N,N-Dicyclohexylbenzothiazol-2-sulfenamid
N,N-Dicyclohexylbenzothiazol-2-sulfenamid ist eine chemische Verbindung aus der Gruppe der Sulfenamide und Thiazole.

## Eigenschaften
N,N-Dicyclohexylbenzothiazol-2-sulfenamid ist ein brennbarer, schwer entzündbarer, gelblicher Feststoff mit schwachem Geruch, der praktisch unlöslich in Wasser ist. Oberhalb von 200 °C zersetzt sich die Verbindung, wobei (ähnlich wie bei seiner Hydrolyse) Dicyclohexylamin und 2-Mercaptobenzothiazol, gefolgt von Benzothiazol entstehen.

## Verwendung
N,N-Dicyclohexylbenzothiazol-2-sulfenamid wird als Vulkanisationsbeschleuniger verwendet.

## Risikobewertung
N,N-Dicyclohexylbenzothiazol-2-sulfenamid wurde 2013 von der EU gemäß der Verordnung (EG) Nr. 1907/2006 (REACH) im Rahmen der Stoffbewertung in den fortlaufenden Aktionsplan der Gemeinschaft (CoRAP) aufgenommen. Hierbei werden die Auswirkungen des Stoffs auf die menschliche Gesundheit bzw. die Umwelt neu bewertet und ggf. Folgemaßnahmen eingeleitet. Ursächlich für die Aufnahme von N,N-Dicyclohexylbenzothiazol-2-sulfenamid waren die Besorgnisse bezüglich Verbraucherverwendung, Exposition von Arbeitnehmern und weit verbreiteter Verwendung sowie der Gefahren ausgehend von einer möglichen Zuordnung zur Gruppe der CMR- oder PBT/vPvB-Stoffe und der vermuteten Gefahren durch sensibilisierende Eigenschaften. Die Neubewertung fand ab 2013 statt und wurde von Deutschland durchgeführt. Anschließend wurde ein Abschlussbericht veröffentlicht.